# Ginginella
Ginginella is een geslacht van uitgestorven kreeftachtigen uit de klasse van de Ostracoda (mosselkreeftjes).

## Soort
- Ginginella ginginensis Neale, 1975 †